# Cyphelium
Cyphelium Ach. (oczlik) – rodzaj grzybów z rodziny pałecznikowatych (Caliciaceae). Ze względu na współżycie z glonami zaliczany jest do grupy porostów.

## Systematyka i nazewnictwo
Pozycja w klasyfikacji według Index Fungorum: Caliciaceae, Caliciales, Lecanoromycetidae, Lecanoromycetes, Pezizomycotina, Ascomycota, Fungi.
Takson utworzył Erik Acharius w 1815 r. Synonimy nazwy naukowej:
- Acolium (Ach.) Gray
- Acolium Trevis.
- Calicium subdiv. Acolium Ach.
- Crateridium Trevis.
- Cypheliomyces E.A. Thomas ex Cif. & Tomas.
- Mycacolium Reinke, Pseudacoliomyces Cif. & Tomas.
- Pseudacolium Stizenb. ex Clem[3].

Polska nazwa według W. Fałtynowicza.
Gatunki występujące w Polsce:
- Cyphelium inquinans (Sm.) Trevis. 1862 – oczlik brudny
- Cyphelium lucidum (Rabenh.) Th. Fr. 1861[4] – oczlik jasny
- Cyphelium notarisii (Tul.) Blomb. & Forssell 1880 – oczlik Notarisa
- Cyphelium tigillare (Ach.) Ach. 1815 – oczlik zielony

Nazwy naukowe na podstawie Index Fungorum. Nazwy polskie według W. Fałtynowicza.